# جيمس أغيت
جيمس إفرشيد أغيت (بالإنجليزية: James Evershed Agate)‏ كاتب يوميات بريطاني وناقد (9 سبتمبر 1877 إلى 6 يونيو 1947). في فترة ما بين الحربين، كان واحدا من النقاد المسرحيين الأكثر تأثيرا في بريطانيا. بعد ان عمل في مجال تجارة والده حتى أواخر العشرينات من عمره وجد طريقه إلى الصحافة، واصبح من موظفي مانشستر غارديان (1907-1914)؛ ناقد درامي في مجلة الساتردي (1921-1923)، وصحيفة الساندي تايمز (1923-1947)، ومسك نفس المنصب لهيئة الإذاعة البريطانية (1925-1932).
يوميات ورسائل اكيت، نشرت في سلسلة من تسعة مجلدات تحت عنوان الذات، حطم رقما قياسيا في المسرح البريطاني في عصره، وكذلك لهاهتمامات غير مسرحية، بما في ذلك الرياضة، القيل والقال الاجتماعي وانشغالات خاصة له مع حالته الصحية والمالية غير المستقرة. بالإضافة إلى المقالة الدرامية النقدية كتب عن السينما والأدب الإنجليزي للصحف البريطانية، ونشرت له ثلاث روايات، وترجم مسرحية، وكان تنظيمها في لندن، ولو لفترة وجيزة، وقدم بانتظام مجموعات من مقالاته المسرحية والمجلات.

## روابط خارجية
- جيمس أغيت على موقع الموسوعة البريطانية (الإنجليزية)